# Bremen in der Literatur
Die Hansestadt Bremen ist Schauplatz vieler literarischer Werke in Form von Erzählungen, Romanen, Märchen, Gedichten und biographischen Zeugnissen. Die folgende Auswahl umfasst Werke, in denen die Stadt Bremen Thema oder Handlungsort ist.

## Schrifttum über Personen und Bremen
chronologisch geordnet
- Johann-Günther König: Diese Stadt ist echt, und echt ist selten. Bremen und Bremerhaven in der Literatur, Wallstein Verlag, Göttingen 2023
- Johann-Günther König: Bremer Autorinnen und Autoren des 19. und 20. Jahrhunderts. Eine Vergegenwärtigung, in: Bremisches Jahrbuch, Staatsarchiv Bremen, Band 97, 2018[1]
- Erwin Miedtke: Bremen in der Kriminalliteratur, Stadtbibliothek Bremen, Bremen 2009.
- Johann-Günther König: Bremen. Literarische Spaziergänge, Insel-Verlag, Frankfurt am Main 2000.
- Johann-Günther König: Bremen im Spiegel der Literatur: Ein Hand- und Lesebuch. Schünemann, Bremen 1991.

## Romane und Erzählungen
alphabetisch geordnet
- Yves Bertho: Ich war Pierre, Peter, Pjotr. Bremen, Verlag Klaus Kellner 2016, ISBN 978-3-95651-079-3 (deutsche Übersetzung von Ingrid)
- Yves Bertho: Ingrid. Paris, Editions Gallimard 1976; ISBN 978-2-07-029520-3
- Otto Julius Bierbaum: Prinz Kuckuck. Leben, Taten, Meinungen und Höllenfahrt eines Wollüstlings, 3 Bände,  München 1906/07, auch als Taschenbuch neu herausgegeben: Droemer/Knaur: München 1981. Vgl. Reallexikon der deutschen Literaturwissenschaft. 2. Aufl. 1955–1965. S. 382 (Schlüsselroman zur Person des Bremer Literaten Alfred Walter Heymel und seines Kreises um Rudolf Alexander Schröder, Hugo von Hofmannsthal u. a.)
- Daniel Defoe: Robinson Crusoe, 1719. Der englische Romanheld soll 1632 in Bremen geboren sein.
- Georg Droste: Achtern Diek. Ernste und heitere Bilder vom alten Osterdeich. 1908.
- Georg Droste: För de Fierstunnen, Döntjes un Vertellsels ut Old Bremen. 1910.
- Georg Droste Ottjen Alldag un sien Kaperstreiche. Een plattdütsch Kinnerleben an’r Waterkante. 1913.
- Georg Droste: Ottjen Alldag un sien Lehrtied. Een Vertellsel ut ’n Bremer Koopmanneben. 1915.
- Georg Droste: Ottjen Alldag un sien Moorhex. Een Vertellsel ut ’n Kinner- un Leefsleben.
- Georg Droste: Old Bremer Toll- un Smuggelgeschichten un anner lustige Vertellsels. 1932.
- Georg Droste: Ottjen Alldag. Gesamtausgabe. Drei Bände in einem Band. Schünemann, Bremen 1977, ISBN 3-7961-1511-X.
- Georg Droste: Achtern Diek. Ernstes und Heiteres vom alten Osterdeich. Aus der Jugendzeit eines Bremer Jungen. Melchers, Bremen 1908.

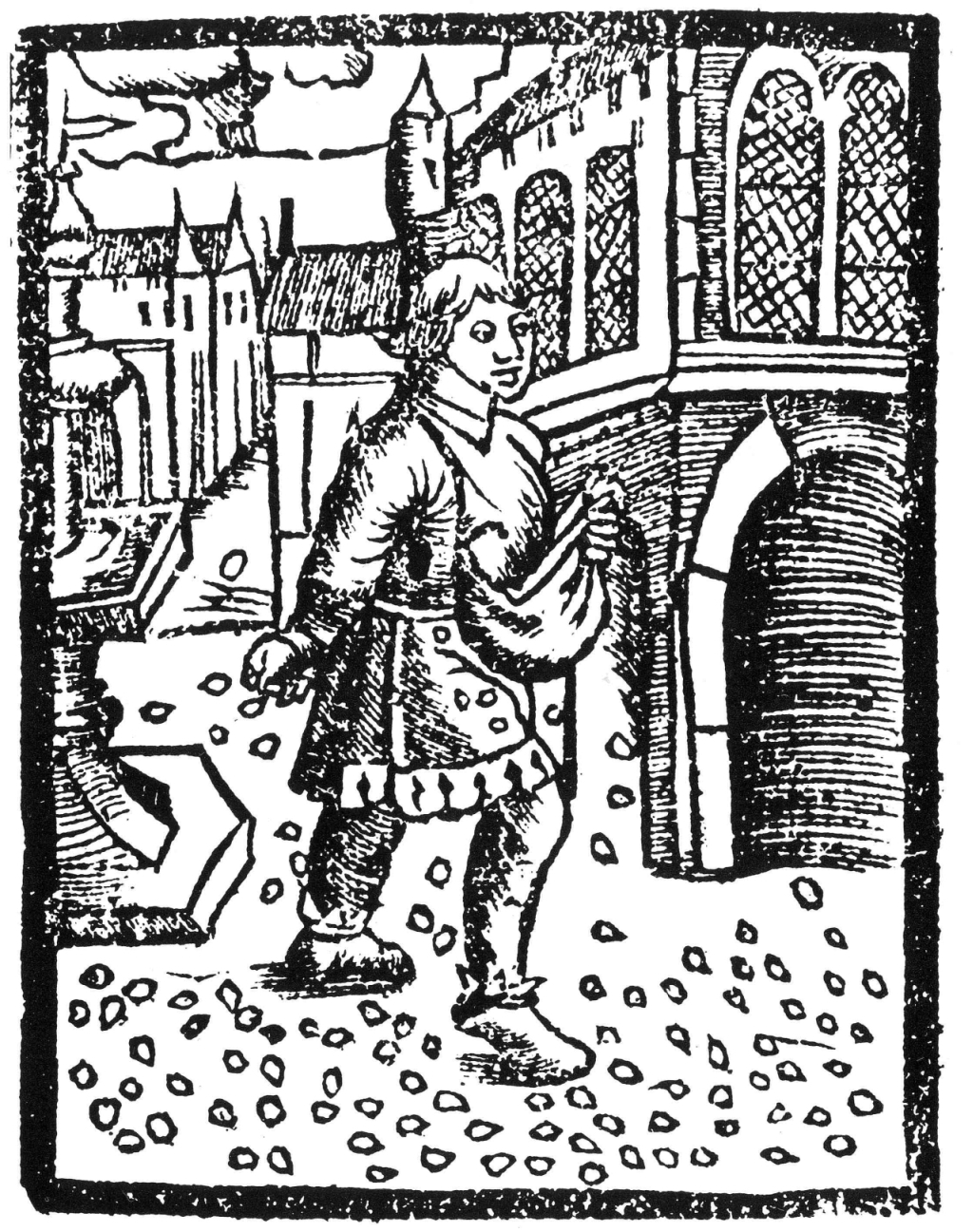
Ulenspiegel sät Steine

- Eulenspiegelbuch, ein  mittelniederdeutsches Volksbuch;  Handlungsort einiger Geschichten ist Bremen:
  - „Die 70. Histori sagt, wie Ulenspiegel zu Bremen Milch koufft von den Landfrauwen und sie zusamenschütet“. Danach balgten sich die Marktfrauen um die Milch aus dem großen „Zuber“.
  - „Die 72. Histori sagt, wie Ulenspiegel zu Bremen seinen Gästen den Braten uß dem Hindern bedrosst, den niemans essen wolt.“ Die Gäste weigerten sich von einem Braten zu essen, der mit Butter beträufelt wurde, die Till Eulenspiegel sich zuvor in sein Hinterteil gesteckt hatte.
  - „Die 73. Histori sagt, wie Ulenspiegel in einer Stat, inn Sachssenland gelegen, Stein sähet. Darumb er angesprochen ward und er antwurt, er sägt Schälck.“ Mit der Stadt „zu der Weßer“ soll Bremen gemeint sein und der Ort „für dem Rathuß“ ist dann der Bremer Marktplatz, wo Eulenspiegel „kleine Steinlin“ sät, aus denen Narren wachsen sollten. Er musste die Steine wegräumen, aber vielleicht blieben einige Steinlin liegen und es wuchsen Bremer Narren daraus?
  - „Die 87. Histori sagt, wie Ulenspiegel macht, das ein Frau alle ihr Häffen entzweischlug uff dem Marckt zu Bremen.“ Damit gewann er eine Wette mit dem Bremer Bischof, der nicht glaubte, dass eine Marktfrau ihre Tonkrüge zerschlagen würde.
- Emil Felden: Der Quellenhof. Frieten-Verlag, Bremen 1926.
- Wilhelm Hauff: Phantasien im Bremer Ratskeller, ein Herbstgeschenk für Freunde des Weines. 1827.
- Manfred Hausmann: Die Begegnung. Vor der Weser. Erzählungen, 1936.
- Manfred Hausmann: Abschied von der Jugend, später Abschied vom Traum der Jugend. 1937.
- Manfred Hausmann: Jahre des Lebens. 1938.
- Manfred Hausmann: Abel mit der Mundharmonika. S. Fischer, Berlin 1932.
- Philipp Kniest: An Bord und Strand. Erzählungen und Bilder aus dem Handels und Seeleben, Concordia, Berlin 1898.
- Philipp Kniest: Aus der guten alten Zeit. Neue Geschichten und Bilder von der Wasserkante. Concordia, Berlin 1903.
- Philipp Kniest: Von der Wasserkante. Skizzen aus dem Schifferleben. Roussel, Bremen 1884.
- Friedo Lampe: Am Rande der Nacht, In: Das Gesamtwerk, Reinbek 1986. 1933 erstmals erschienene, von den Nazis sogleich beschlagnahmte Erzählung, die um 1930 im Bremer Hafenviertel spielt.
- Rudolf Lorenzen:  Alles andere als ein Held, Erstausg.: Ullstein, Berlin 1959; neu bearb. Taschenbuchausg.: Ullstein, Frankfurt am Main 1982; Neuausg.: Schöffling, Frankfurt am Main 2002; Lizenzausg.: Büchergilde Gutenberg, Frankfurt am Main 2002. ; Taschenbuchausg.: Piper, München u. a. 2004; Neuausgabe mit neuem Nachwort: Verbrecher Verlag, Berlin 2007, ISBN 978-3-89561-145-2.-  Gesellschaftsroman des in Bremen geborenen Autors um die fiktive Biographie eines Bremers zwischen Nazizeit und Wirtschaftswunder.
- Anna Mercator: Erstklassige Kaufleute. Roman aus dem heutigen Bremen, Haas, Mannheim 1908.
- Theodor Plievier: Eine deutsche Novelle, Weimar: Kiepenheuer, 1947; Bremen: Hertz, 1949. Lebensgeschichte eines fiktiven Bremers zwischen 1918 und 1945, weitgehend in Form eines atemlos erregten Monologs, mit zahlreichen kritischen Verweisen auf bremische Personen und Verhältnisse.
- Mario Puzo (bekannt durch Der Pate): The Dark Arena. Heinemann, London 1973. Handlung: Bremen unter amerikanischer Besatzung mit u. a. dem Schwarzmarkthandel.
- Mario Puzo: Die dunkle Arena. Zahlreiche deutschsprachige Ausgaben, darunter:
  - Dt.-sprachige Erstausg: Wien, München, MTV, Molden-Taschenbuch-Verlag 1976, ISBN 978-3-217-05001-3
  - Berlin, Ullstein 1999, ISBN 3-548-24591-9.
- Sven Regener:
  - Neue Vahr Süd. Frankfurt/Main, Berlin 2004, ISBN 3-8218-0743-1. Handlung: Bremen und das Neubaugebiet Neue Vahr-Süd.
  - Der kleine Bruder (2008)
- Alma Rogge
- Wilhelm Scharrelmann: Aus Heimat und Kindheit und glücklicher Zeit: Geschichten aus der Stadt Bremen. Janssen, Hamburg 1903.
- Wilhelm Scharrelmann: Geschichten aus der Pickbalge, Erzählungen. Fleischel, Berlin 1916.
- Wilhelm Scharrelmann: Großmutters Haus und andere Geschichten, 1913.
- Wilhelm Scharrelmann: Rund um Sankt Annen, Erzählungen. Quelle & Meyer, Leipzig 1919.
- Wilhelm Scharrelmann: Snidder Weckstroh un anner Pickelbalgen-Geschichten. Wismar 1928.
- Heinrich Schmidt-Barrien
- Rudolf Alexander Schröder: Unser altes Haus. 1951; Jugenderinnerungen an das Elternhaus an der Contrescarpe.
- Bernhardine Schulze-Smidt (1846–1920): Der alte Smidt und sein altes Bremen. Ein Erinnerungsbuch von seiner Enkelin. Leuwer, Bremen 1913.
- Bernhardine Schulze-Smidt: Bürgermeister Johann Smidt, das Lebensbild eines Hanseaten. Ein Erinnerungsbuch. Leuwer, Bremen 1914.
  - Die Engelswiege.[2] Aus der geschriebenen Chronica des D. Bernardus Fabritius, bremischen Bürgern mitgeteilt. Reissner, Dresden 1911. Handlung: Bremen zur Zeit der Reformation.
- Georges Simenon: Maigret und der Gehängte von Saint-Pholien, 1931 (deutsch: 1934, 1966, 1981, 2008)
- Peter Weiss: Die Ästhetik des Widerstands, Dreibändige Ausgabe in einem Band, Frankfurt am Main 1983, Bd. 1, S. 99 ff. (Dazu: Peter Kuckuck: Die Bremer Räterepublik in der "Ästhetik des Widerstands" von Peter Weiss, in: Arbeiterbewegung und Sozialgeschichte, Heft 21/22, Dezember 2008, S. 7 ff.).

## Märchen und Sagen
- Jacob Grimm und Wilhelm Grimm: Die Bremer Stadtmusikanten. In Kinder- und Hausmärchen (Grimms Märchen), 2. Auflage, Band 1, KHM 27a, 1819.
- Will-Erich Peuckert: Bremer Sagen. Verlag Otto Schwartz & Co., Göttingen 1961.
- Friedrich Wagenfeld: Bremens Volkssagen. Neu ediert von Bernd Ulrich Hucker. Edition Temmen, Bremen 1996.

## Gedichte
- Joachim Ringelnatz 1924: „Bremen – Hier gelt ich nix, und würde gern was gelten, Denn diese Stadt ist echt, und echt ist selten. Reich ist die Stadt. Und schön ist ihre Haut. Sag einer mir: Welch Geist hat hier Die Sankt Ansgarikirche aufgebaut? …“
- Heinrich Heine 1825 bis 1826 in Die Nordsee im zweiten Zyklus (aus Werke in einem Band; Hoffmann und Campe, Hamburg 1956, ISBN [3-455-03110-2) (Text in wikisource)
- Heinrich Heine: In: Buch der Lieder. Gedicht zum Rosé-Wein im Ratskeller: „...das ist die Rose der Rosen...“
- Manfred Hausmann: Nächtliches Bremen und Hafenstadt
- Klaus Groth: Vegesack, niederdeutsches Gedicht
- Bernhardine Schulze-Smidt: Bremer Heimat

## Bremen in der Literatur
chronologisch geordnet
- Weser-Kurier: Bremen in der Literatur (Folge 1 bis 9). In: Kleines Bremer Lexikon, Bremen 1962.
- Hans Kasten (Hg.): Bremen in der Erzählung, Bremen 1946.
- Hans Kasten (Hg.): Bremen in der Dichtung, Bremen 1946.

## Sammlungen: Bremer Autoren
chronologisch geordnet
- Etwas Besseres als der Tod. 30 kriminelle Liebeserklärungen an Bremen und Bremerhaven', hrsg. von Jürgen Alberts. Hillesheim, KBV 2013, ISBN 978-3-942446-78-5.
- Erwin Miedtke: Bremen in der Kriminalliteratur, Stadtbibliothek Bremen, Bremen 2009.
- Literatur in Bremen 2008. Jahresgabe für Mitglieder, Freunde und Förderer. Hrsg. von Inge Buck, Bremen, Bremer Literaturkontor 2008.
- Bremer Texte 3. Bremen literarisch – von Bremer Autorinnen und Autoren. 109 Beiträge bremischer Autorinnen und Autoren, hrsg. von  Volkert H.-U. Koch mit einem Geleitwort von Erwin Miedtke. Bremen, Edition Temmen, 2006; ISBN 3-86108-992-0
- Bremer Texte 2. 137 Beiträge bremischer Autorinnen und Autoren zu den Themen Liebe, Lust & Leid, hrsg. von  Volkert H.-U. Koch mit einem Geleitwort von Erwin Miedtke. Bremen, Edition Temmen, 2005, ISBN 3-86108-192-X
- Bremer Texte 1. 102 Beiträge bremischer Autorinnen und Autoren zu den Themen Wasser, Energie, Natur, hrsg. von  Volkert H.-U. Koch mit einem Geleitwort von Erwin Miedtke. Bremen, Edition Temmen, 2004, ISBN 3-86108-186-5
- Bremer Anthologie, hrsg. von  Volkert H.-U. Koch mit einem Geleitwort von Erwin Miedtke. Bremen, Donat Verlag 2003.
- Weihnachtsgeschichten aus Bremen, hrsg. von Gunel Paulsen. Husum, Husum-Dr.- und Verl.-Ges. 1988, ISBN 3-88042-042-4.